# Союз МС-08
«Союз МС-08» — політ до міжнародної космічної станції, під час котрого доставлено трьох учасників експедиції МКС-55/56 та відбулося їх повернення на Землю. Запуск відбувся 21 березня 2018 року. Це 135-й пілотований політ корабля «Союз», перший політ котрого відбувся в 1967 році.

## Екіпаж
- Роскосмос: Олег Артемьєв (2-й космічний політ) — командир екіпажа;
- НАСА: Ендрю Фьюстел (3) — бортінженер;
- НАСА: Річард Арнольд (2) — бортінженер.

## Підготовка та запуск
Запуск було заплановано на 15 березня 2018 року. У лютому 2018 його було перенесено на 21 березня.
4 березня 2018 основний і дублюючий екіпажі пілотованого космічного корабля «Союз MC-08» прибули на космодром «Байконур».
21 березня 2018 о 17:44 (UTC) корабель з трьома космонавтами на борту стартував з майданчика №1 Байконуру Програмою польоту було передбачено зближення з МКС за дводобовою схемою.
23 березня 2018 о 20:40 (UTC) стикування корабля з МКС.
4 жовтня о 07:57 (UTC) корабель Союз МС-08 з трьома космонавтами на борту (Олег Артемьєв, Ендрю Фьюстел і Річард Арнольд) відстикувався від МКС та за декілька годин успішно приземлився на території Казахстану.

## Галерея

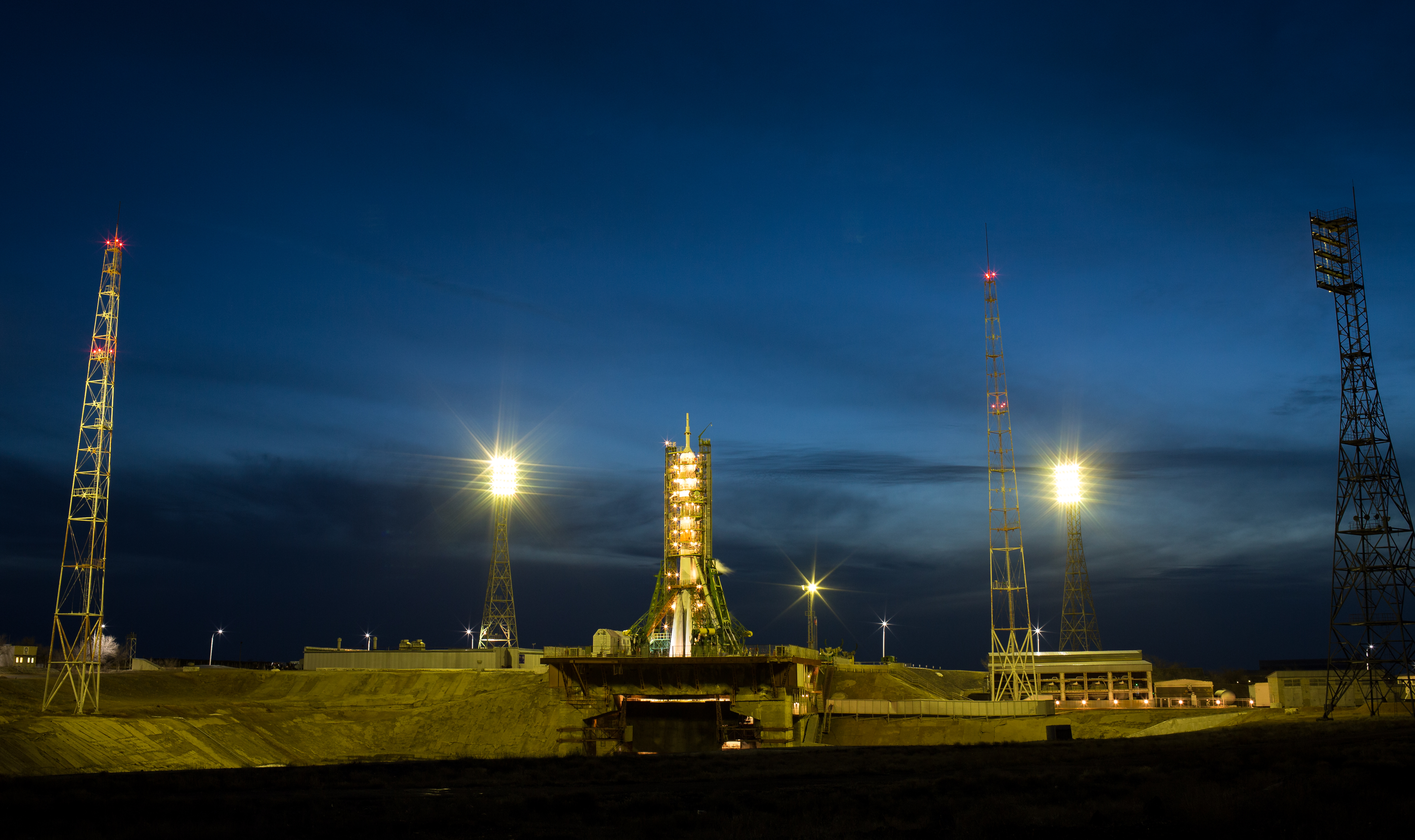
Ракета стартовому майданчику
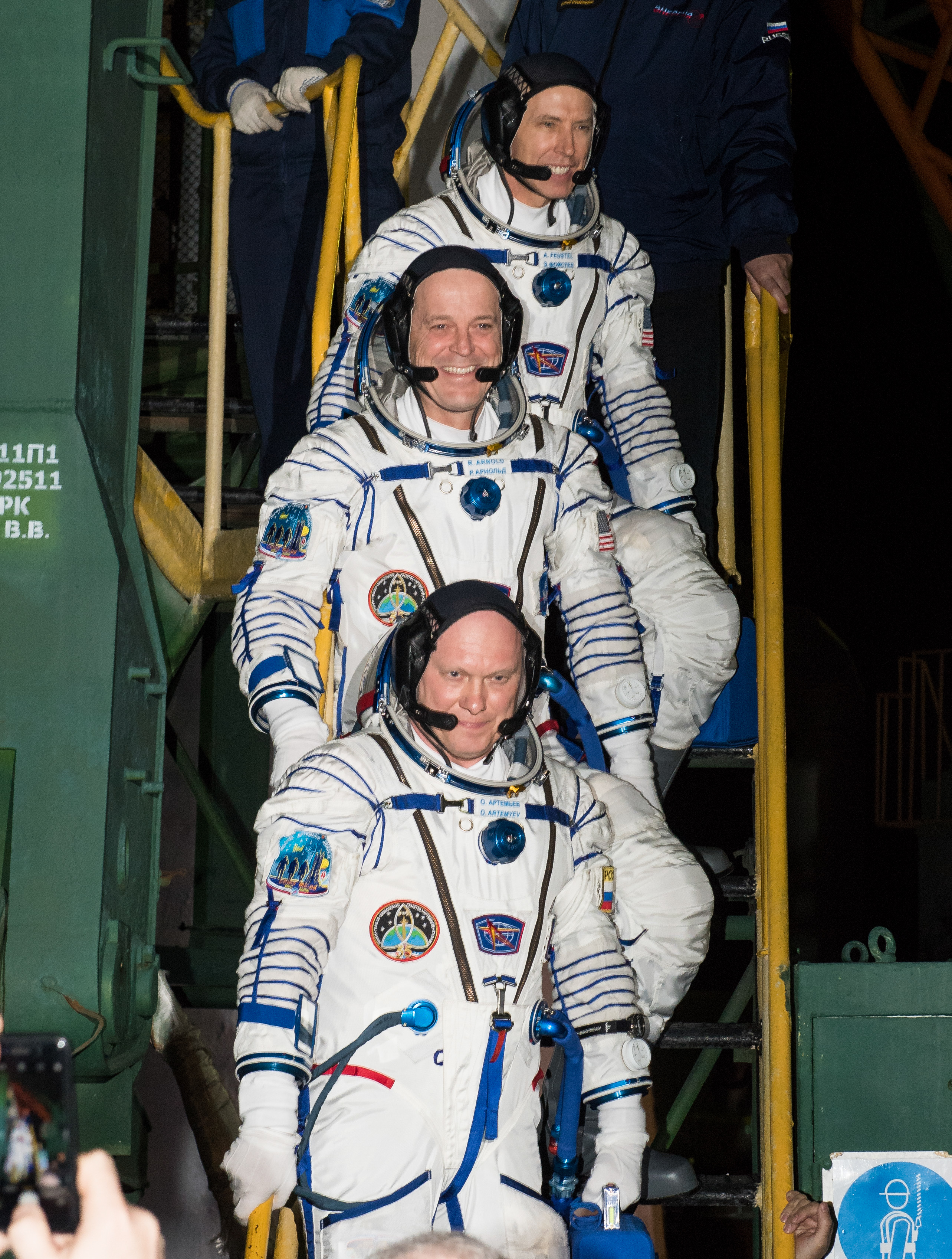
Екіпаж перед стартом
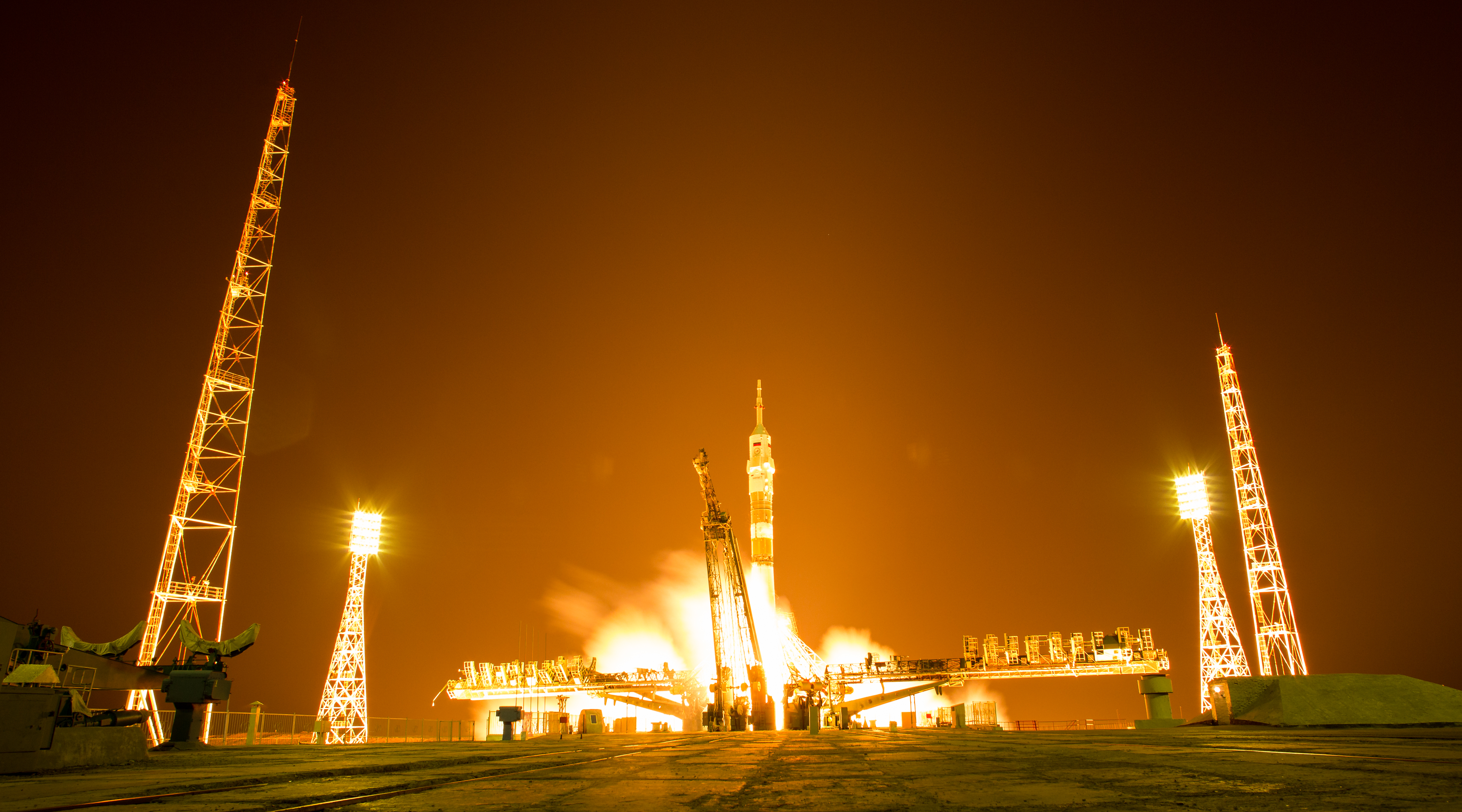
Запуск корабля